# Onobrychis lunata
Onobrychis lunata är en ärtväxtart som beskrevs av Pierre Edmond Boissier. Onobrychis lunata ingår i släktet esparsetter, och familjen ärtväxter. Inga underarter finns listade i Catalogue of Life.